# Thunstetten
Thunstetten es una comuna suiza del cantón de Berna, situada en el distrito administrativo de Alta Argovia. Limita al norte con la comuna de Aarwangen, al este con Langenthal, al sur con Bleienbach, y al oeste con Thörigen, Herzogenbuchsee y Graben.

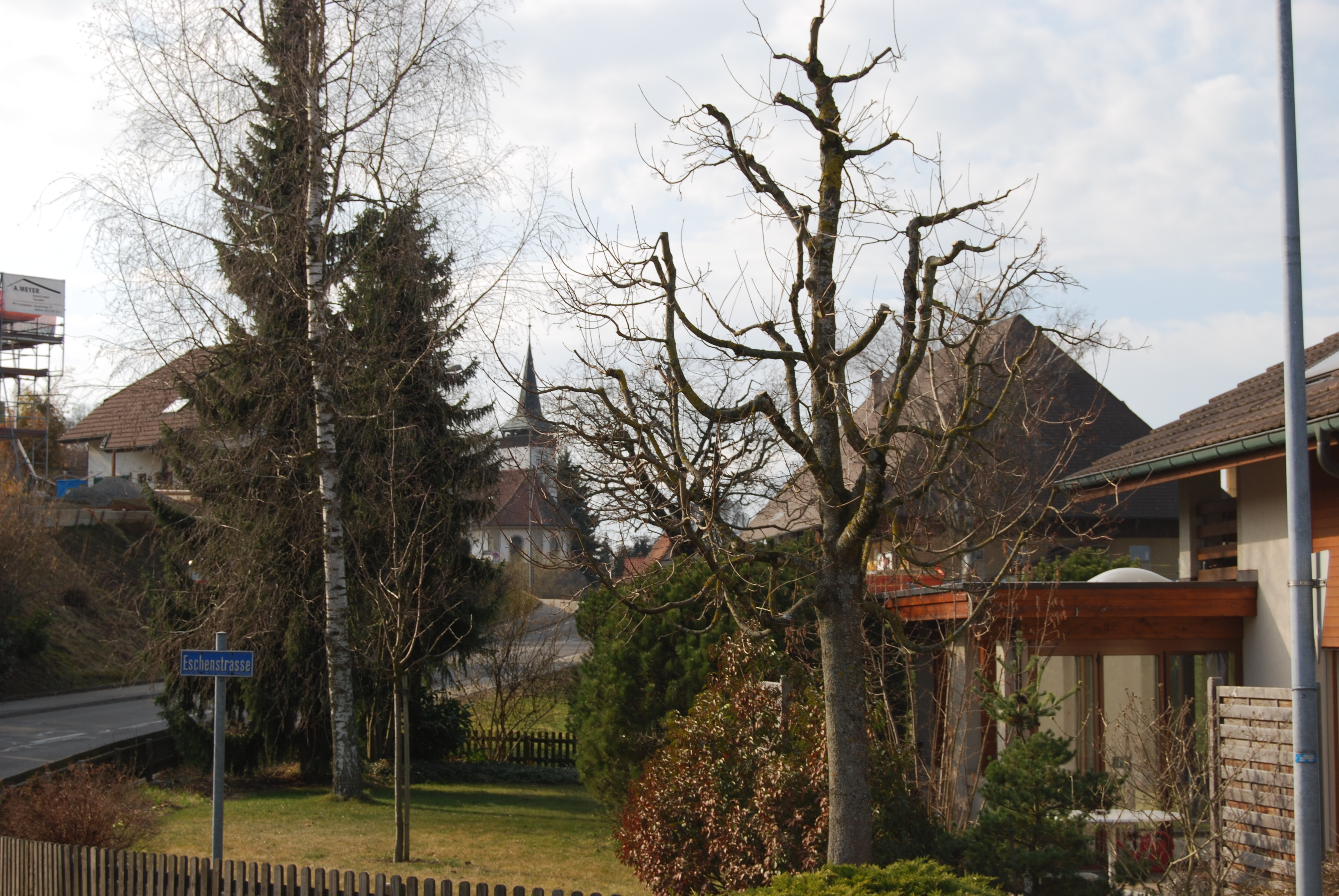
Thunstetten

Hasta el 31 de diciembre de 2009 situada en el distrito de Aarwangen.